# تأثيرات التغير المناخي على الزراعة

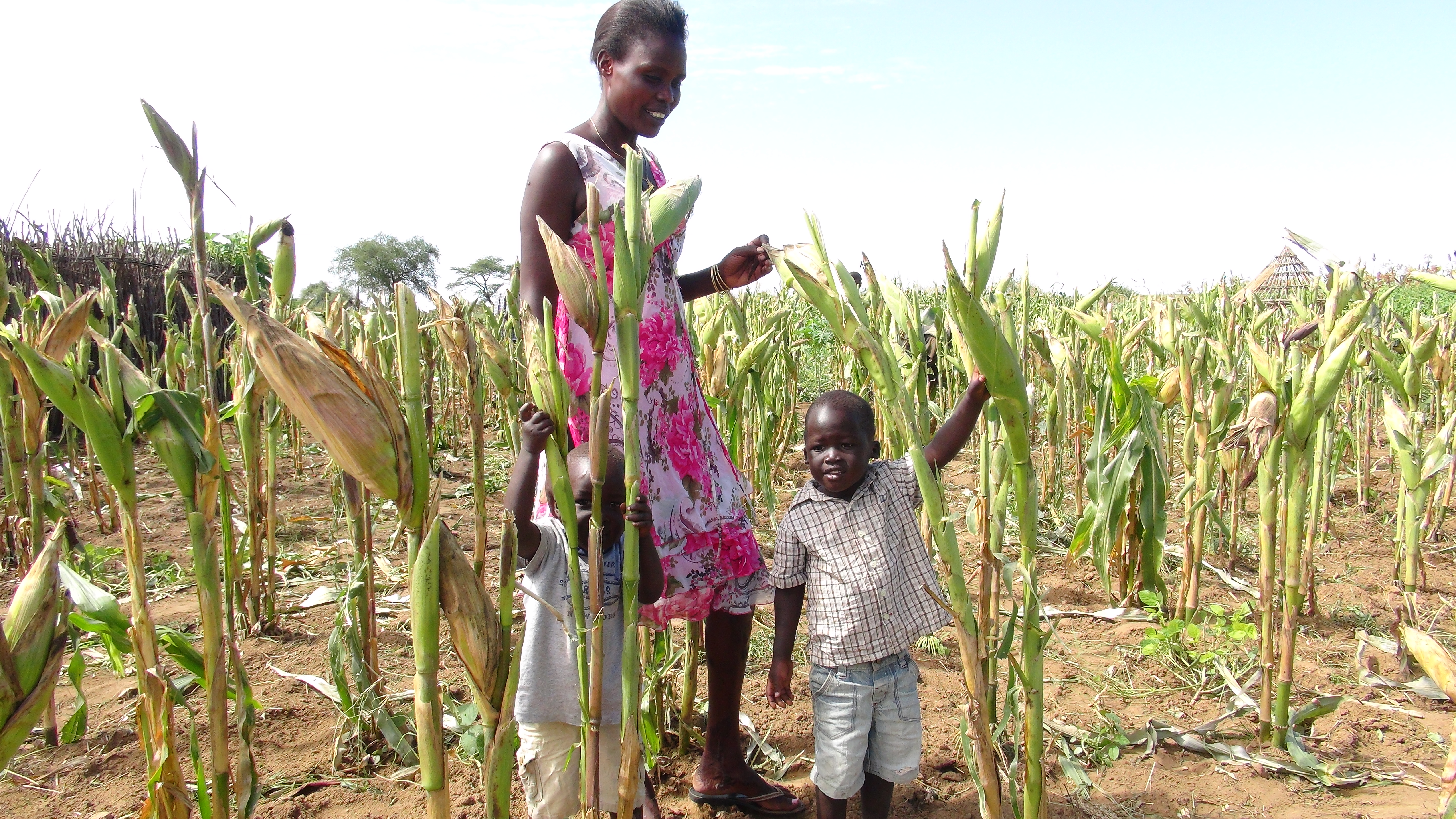
تواجه زراعة الذرة في أوغندا تحديات بسبب موجات الحر والقحط التي صارت أشد بسبب الغير المناخي في أوغندا.

يمكن أن تؤدي تأثيرات التغير المناخي على الزراعة إلى انخفاض غلة المحاصيل والجودة الغذائية، بسبب الجفاف وموجات الحر والفيضانات، فضلًا عن زيادة الآفات وأمراض النباتات. تتفاوت التأثيرات في أرجاء العالم، وتسببها التغيرات في درجات الحرارة وهطول الأمطار ومستويات ثاني أكسيد الكربون في الغلاف الجوي، الناجمة عن تغير المناخ العالمي. قُدر في عام 2019 أن الملايين قد عانوا بالفعل من انعدام الأمن الغذائي بسبب التغير المناخي والتراجع المتوقع في إنتاج المحاصيل العالمي البالغ 2-6% حسب العقد الزمني. كان التوقع في عام 2019 أن ترتفع أسعار المواد الغذائية بنسبة 80% بحلول عام 2050، مما سيؤدي على الأرجح إلى انعدام الأمن الغذائي، والتأثير بشكل غير متناسب على المجتمعات الفقيرة.
تقدر دراسة أجريت عام 2021 أن شدة تأثيرات موجات الحر والجفاف على إنتاج المحاصيل، تضاعفت ثلاث مرات على مدى الخمسين عامًا الماضية في أوروبا، من خسائر بلغت 2.2% خلال الفترة بين عامي 1964-1990 إلى خسائر بلغت 7.3% بين 1991-2015. تنجم التأثيرات المباشرة لتغيرات أنماط الطقس، عن ارتفاع درجات الحرارة وموجات الحر والتغيرات في هطول الأمطار (بما في ذلك الجفاف والفيضانات). تنشأ أيضًا تأثيرات مباشرة من زيادة مستويات ثاني أكسيد الكربون في الغلاف الجوي: كزيادة غلات المحاصيل بسبب التسميد بثاني أكسيد الكربون ولكن أيضًا انخفاض القيمة التغذوية للمحاصيل (انخفاض مستويات المغذيات الدقيقة). سيكون هناك تغيرات مسبَّبة مناخيًا في الآفات والأمراض النباتية والأعشاب الضارة والتي يمكن أن تؤدي إلى انخفاض الغلات أيضًا.
تشمل الآثار الأخرى غير المباشرة للظروف المتغيرة فقدان الأراضي الزراعية بسبب ارتفاع مستوى سطح البحر، ومن ناحية أخرى، ازديادًا في الأراضي الصالحة للزراعة بسبب تراجع التربة الصقيعية. كما سيكون هناك نقص في توافر مياه الري بسبب ذوبان الأنهار الجليدية، وتأثيرات على التعرية وخصوبة التربة، وتأثيرات على فترات النمو، وسلامة الأغذية وخسائرها (التي تسببها الفطريات، مؤدية إلى السموم الفطرية، أو البكتيريا مثل السالمونيلا، التي تتزايد مع الاحترار العالمي) وأعباء مالية إضافية.
قد تقلل مجموعة التدابير الخاصة بالتكيف مع التغير المناخي من مخاطر التأثيرات السلبية للتغير المناخي على الزراعة (التغييرات في الممارسات الإدارية، والابتكار الزراعي، والتغييرات المؤسساتية، والزراعة الذكية مناخيًا). ورد في تقرير التقييم السادس للجنة الدولية للتغيرات المناخية أن: «تأثيرات التغير المناخي تشمل الزراعة والغابات ومصايد الأسماك وتربية الأحياء المائية، مما يعيق بشكل متزايد الجهود المبذولة لتلبية الاحتياجات البشرية».

## التأثيرات المباشرة لتغيرات أنماط الطقس

### ارتفاع درجات الحرارة
تؤدي التغيرات في درجات الحرارة وأنماط الطقس إلى تغير المناطق المناسبة للزراعة. يفيد التنبؤ الحالي بزيادة درجات الحرارة وانخفاض هطول الأمطار في المناطق القاحلة وشبه القاحلة (الشرق الأوسط، وأفريقيا، وأستراليا، وجنوب غرب الولايات المتحدة، وجنوب أوروبا)، إضافةً إلى تأثر غلات المحاصيل في المناطق الاستوائية سلبًا بالزيادة المعتدلة المتوقعة في درجة الحرارة (1-2 درجة مئوية) والمتوقع حدوثها خلال النصف الأول من القرن. يُتوقّع أن يؤدي المزيد من الاحترار خلال النصف الثاني من القرن الواحد والعشرين، إلى انخفاض غلة المحاصيل في جميع المناطق بما في ذلك كندا وشمال الولايات المتحدة. تعدّ العديد من المحاصيل الأساسية شديدة الحساسية للحرارة، وتؤدي ارتفاع درجات الحرارة عن 36 درجة مئوية إلى تلف شتلات فول الصويا وفقدان حبوب لقاح الذرة حيويته.
تتسبب ارتفاع درجات الحرارة في الشتاء وقلة أيام الصقيع في بعض المناطق في إطالة مواسم الزراعة. وجدت دراسة أجريت عام 2014 أن غلات الذرة في منطقة هيلونغجيانغ في الصين قد زادت بنسبة تتراوح بين 7-17% لكل عقد نتيجة لارتفاع درجات الحرارة.

### موجات الحر
ارتبطت موجات الحر في صيف 2018 بالتغير المناخي على الأغلب، مما أدى انخفاض متوسط الغلة إلى حد كبير في العديد من أرجاء العالم، وخاصة أوروبا. تُوّقع آنذاك أن الظروف المناخية في شهر أغسطس التي تسببت بالمزيد من قلة المحاصيل، أدت بدورها إلى ارتفاع أسعار الأغذية العالمية. كانت الخسائر مماثلة لتلك التي حدثت في عام 1945، أسوأ حصاد يمكن تذكره. كان الإخفاق في عام 2018 الثالث خلال أربع سنوات، والذي فشل فيه الإنتاج العالمي من القمح والأرز والذرة في تلبية الطلب، مما أجبر الحكومات وشركات الأغذية على إخراج المخزونات من التخزين.

#### الإجهاد الحراري للماشية
يتعدى تأثير الإجهاد الحراري للماشية على نموها وتكاثرها، إلى تأثيره على استهلاكها من الأعلاف وإنتاجها لمنتجات الألبان واللحوم. عندما ترتفع درجات الحرارة أعلى من المعتاد، تعاني الماشية للحفاظ على عملية الاستقلاب، مما يؤدي إلى الإقلال من تناول الطعام، وانخفاض معدل النشاط، وانخفاض الوزن، ويؤدي ذلك إلى انخفاض في إنتاجية الثروة الحيوانية. تختلف تأثيرات الحرارة باختلاف مواقع الماشية وأنواعها.

### التغيرات في هطول الأمطار (الجفاف والفيضانات)
يساهم كل من الجفاف والفيضانات في انخفاض غلة المحاصيل نتيجةً للتغير المناخي، وتزداد الظواهر الجوية المتطرفة بتواتر أكبر. تتسبب الفيضانات عندما تكون شديدة، بتلف المحاصيل وتعطل الأنشطة الزراعية، وتتسبب في تعطل العمال عن العمل، وتقضي على الإمدادات الغذائية، كما يمكن للجفاف أن يقضي على المحاصيل. يفاقم الجفاف في البلدان النامية من الفقر الموجود مسبقًا، ويعزز المجاعة وسوء التغذية.
يقلل ري المحاصيل من تأثير انخفاض هطول الأمطار أو ارتفاع درجات الحرارة على الغلات أو حتى يزيل هذا التأثير، وذلك من خلال التبريد الموضعي، في الوقت الذي يعدّ فيه استخدام الموارد المائية للري مكلفًا وذو سلبيات. يتعين نقل المياه من منطقة أخرى فيما لو كانت المنطقة المروية تعاني الجفاف، وبالتالي قد تُنقل المياه لمسافات بعيدة. تتكرر حالات الجفاف نتيجة الاحتباس الحراري، ويُتوقّع أن تصبح أكثر تواترًا وشدةً في إفريقيا وجنوب أوروبا والشرق الأوسط ومعظم الأمريكتين وأستراليا وجنوب شرق آسيا. تتفاقم آثارها بسبب زيادة الطلب على المياه، والنمو السكاني، والتوسع الحضري في العديد من المناطق. يتسبب الجفاف في فشل المحاصيل وفقدان المراعي وأراضي الرعي للماشية. قد يختار بعض المزارعين التوقف نهائيًا عن زراعة المناطق المتأثرة بالجفاف والذهاب إلى مكان آخر.
يُرجّح أن تكون الفيضانات المرتبطة بالتغير المناخي في بداية القرن الحادي والعشرين قد أدت إلى تقصير موسم الزراعة في منطقة الغرب الأوسط من الولايات المتحدة، وإلحاق الضرر بقطاع الزراعة. أدت الفيضانات في مايو 2019 إلى خفض محصول الذرة المتوقع من 15 مليار بوشل إلى 14.2 مليار بوشل.

#### التغيرات في حجم البَرَد
قلّ معدّ هطول البَرَد في شمال الولايات المتحدة عمومًا، بينما رُجّح أن تصبح العواصف ذات أحجام البرد الأكبر أكثر شيوعًا (بما في ذلك البَرَد الأكبر من 1.6 بوصة). يمكن أن يكسر البرد الأكبر من 1.6 بوصة الدفيئات (الزجاجية) بسهولة.